# Olyra (Plantae)
Olyra je rod bambusovaca iz porodice trava čijih je 15 vrsta rasprostranjeno po tropskim krajevima Afrike, Amerike i Madagaskara; 25 prema Kewu.

## Vrste
1. Olyra buchtienii Hack.
2. Olyra caudata Trin.
3. Olyra ecaudata Döll
4. Olyra fasciculata Trin.
5. Olyra filiformis Trin.
6. Olyra holttumiana Soderstr. & Zuloaga
7. Olyra latifolia L.
8. Olyra latispicula Soderstr. & Zuloaga
9. Olyra longifolia Kunth
10. Olyra obliquifolia Steud.
11. Olyra retrorsa Soderstr. & Zuloaga
12. Olyra standleyi Hitchc.
13. Olyra tamanquareana Soderstr. & Zuloaga
14. Olyra taquara Swallen
15. Olyra wurdackii Swallen